# Похвистнево (Пензенская область)
Похвистнево — село в Белинском районе Пензенской области России, входит в состав Студенского сельсовета.

## География
Село расположено на берегу речки Шумика (Каменка) в 16 км на запад от центра поселения села Студенка и в 38 км на запад от райцентра города Белинский.

## История
Основана в первой половине XIX в. как деревня двух крестьянских обществ – Похвистнево и Лукино, названных, вероятно, по фамилиям помещиков. В 1888 г. построена деревянная кладбищенская церковь во имя иконы Казанской Богородицы. В 1896 г. село Похвистневка (Лукино) в составе Алексеевской волости Чембарского уезда Пензенской губернии, 103 двора, при селе хутор Шейтлин (один двор, 18 жит.). В 1911 г. показано как одно село с д. Лукино, в каждом – по одной общине, вместе – 121 двор, церковь, церковноприходская школа, мельница с нефтяным двигателем, ветряная мельница, кузница, 4 лавки. 
C 1928 г. — центр Похвистневского сельсовета Поимского района Пензенского округа Средне-Волжской области. C 1939 г. — в составе Пензенской области. В 1955 г. — в селе колхоз «Путь к коммунизму». В 1980-е гг. – в составе Ширяевского сельсовета, с 2010 года — в составе Студенского сельсовета.

## Население
| 1864 | 1877 | 1897 | 1911 | 1926 | 1939 | 1959 |
| ---- | ---- | ---- | ---- | ---- | ---- | ---- |
| 297  | ↗664 | ↘553 | ↗673 | ↗827 | ↘587 | ↘328 |
| 1979 | 1989 | 1996 | 2002 | 2010 |      |      |
| ↘166 | ↘74  | ↘62  | ↘41  | ↘27  |      |      |